# Schloss Zagging
Das ehemalige Schloss Zagging aus dem 11. und 12. Jahrhundert bildete lange Zeit den Mittelpunkt verschiedener Herrschergeschlechter als Sitz der Herrlichkeit Viehofen, Zagging. Es liegt in der Marktgemeinde Obritzberg-Rust inmitten des fruchtbaren Fladnitztals, Bezirk St. Pölten, Niederösterreich, und wurde um 1800 abgetragen.

## Geschichte
Der jetzige Ortsname Zagging (frühere Schreibweisen: Zekking, Zekkinge, Zägging) wird von einem um 960 nachweisbaren „Zakko“ abgeleitet.
Die in der ersten Hälfte des 12. Jahrhunderts lebenden Mathilde, Heinrich und Sigboto von Zagging waren noch Hochfreie und Schirmvögte des Stiftes Herzogenburg und mitunter auch bedeutende Persönlichkeiten. So waren Sighart (um 1170) und Konrad (1239–1262) landesfürstliche Ministeriale, besonders Konrad genoss das feste Vertrauen von König Ottokar, da er ihn zweimal als persönlichen Vertreter bei kirchlichen Kommissionen Passaus bestimmte. Er beraubte und brandschatzte aber andererseits Salzburger Besitztümer in der Gegend (Grünz, Wölbling).
Mitte des 13. Jahrhunderts dürfte Heinrich III. die Burg Zagging neu erbaut haben.
1284 kamen die Schaunberger durch Tausch mit dem Kloster St. Pölten in den Besitz der den Zaggingern verliehenen Lehen.
Die Tochter Konrads, Gertrud von Zagging, heiratete Otto von Arnstein (gest. 1276). Dadurch waren bis 1323 die landesfürstlichen Ministerialen von Arnstein (aus der Umgebung von Heiligenkreuz) Burgbesitzer in Zagging. 1323 folgte ihnen Heinrich („Marschall“) von Pappenheim, dessen Sohn Friedrich Marschall von Pappenheim wiederum verkaufte Zagging 1354 an seinen Schwager Rudolf von Losenstein.
Nächster Besitzer wurde 1379 Ruenhart von Ranna (Rana) durch Kauf von der Nichte Elsbeth, der Witwe Eberhards von Wallsee und ihrem Verwandten von Maissau. 1389 verzichtete Johann von Ranna zu Gunsten des Hans Schenk von Ried. Johann von Neydegg, dessen Schwiegersohn, gewann jedoch die Burg für seine Familie, verlieh sie aber als Afterlehen an Pernhart von Pöbring (gest. 1428). 1401 nahm er seine bisher freieigene Burg Zagging vom Landesfürsten zu Lehen, ehe sie 1491 durch Leopold von Neydegg auf Ranna (Rana) an die Brüder Jakob und Christoph Grabner zu Rosenburg und Pottenbrunn verkauft wurde. Am 19. September dieses Jahres wurde auch die neu erbaute Schlosskapelle von Bernhard, episcopus Libanensis, dem Weihbischof des Bischofs Wigileus von Passau, im speziellen Auftrag des Diözesanbischofs geweiht. Sie hatte drei Altäre: Der Hochaltar war dem Hl. Georg geweiht, der rechte Seitenaltar dem Hl. Martin und der linke zu Ehren der Hll. Johannes des Täufers, Dionysius und Barbara. Als Tag der Kirchweihe wurde der Sonntag nach Martini bestimmt, bei dem auch ein Ablass zu bestimmten Zeiten gewährt wurde.

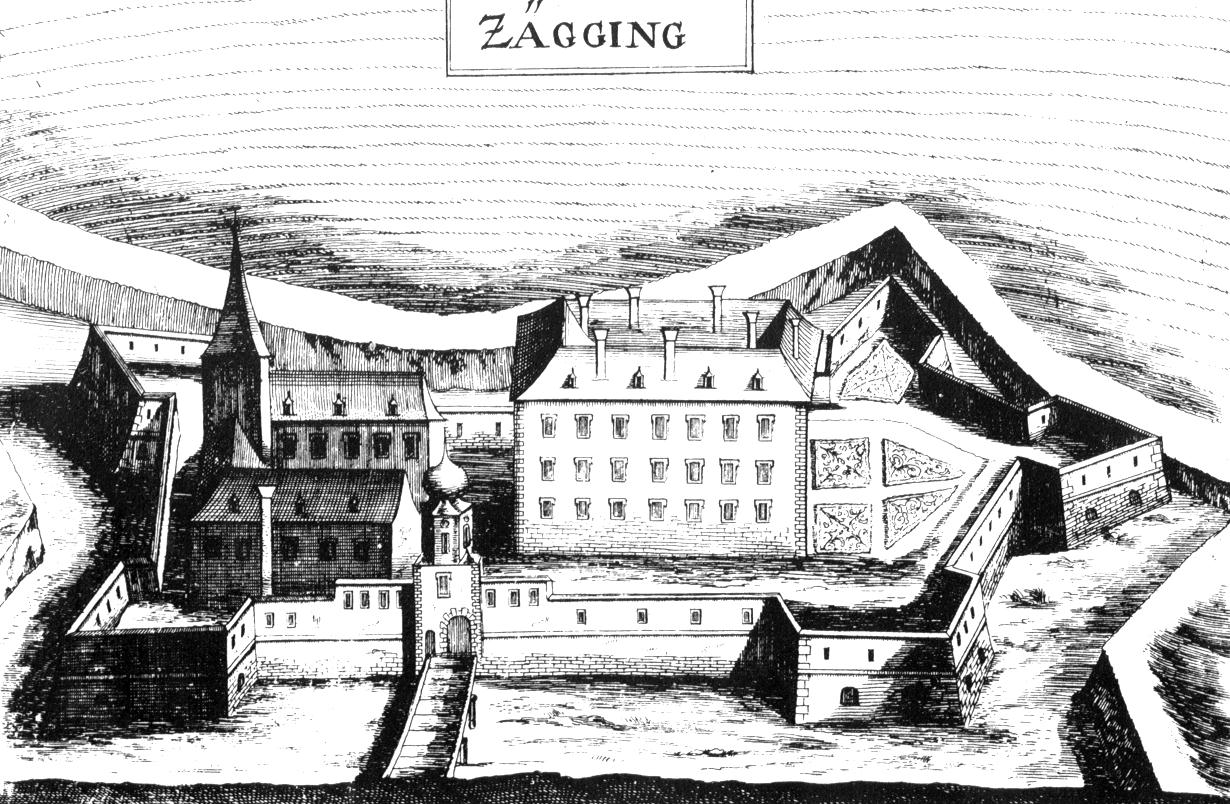
Schloss Zagging (Zägging) auf einem Stich von Georg Matthäus Vischer 1674

In dieser Zeit dürfte die Burg bereits zu einer Festung ausgebaut worden sein, da Georg (Jörg) Grabner zu Rosenburg zu Rosenburg und Zagging (gest. 1562) das Schloss eine „Festung“ nannte. Es dürften also bereits damals die Bastionen bestanden haben, die auf einem Stich von Vischer aus dem Jahr 1674 abgebildet sind.
Zagging kam infolge einer Heirat von Georgs Tochter Elisabeth Grabner zu Rosenburg mit Helmhart VIII. Jörger an das Herrschergeschlecht der Jörger von Tollet. Die Jörger von Tollet waren wie die Grabner ebenfalls eifrige Protestanten, was zu heftigen Konflikten mit dem Stift Herzogenburg, der Diözese Sankt Pölten und dem Kaiserhaus führte (siehe Pfarrkirche Kleinhain).

## Die Jörger von Tollet in Zagging
Die Jörger waren außergewöhnlich erfolgreiche Ökonomen, denn sie erwarben außer ihren oberösterreichischen Besitzungen unter anderem in Niederösterreich auch die Herrschaften Araburg, Bergau, Hohenberg und Kreisbach im Gölsen- und Traisental. Von Orten um Ober-Grafendorf, Hausenbach im Dunkelsteinerwald, über Statzendorf, Kuffern, Walpersdorf und Zagging erstreckte sich ihr Besitz mit Pottenbrunn, Gutenbrunn und Judenau bis ins Tullnerfeld hinein.
Auch in Wien hatten sie Besitzungen; unter anderem wurden im Jörgerschloss Hernals für die Wiener evangelische Gottesdienste abgehalten.
Unter Helmhart Jörger (1530–1594) wurde Zagging prächtig ausgebaut. In diese Zeit fällt auch das Sprichwort: „Freiherr von Jörger –- je länger, je ärger“, da er die Bauern ausbeutete. Helmhart galt als einer der reichsten Adeligen, da selbst Kaiser Maximilian II. auf seinen Kredit angewiesen war. Er begründete auch eine eigene Musikschule in Zagging für vier Knaben unter dem protestantischen Präzeptor Valentin Haugg aus Altenburg bei Meissen. Durch die evangelischen Gottesdienste galt die 1502 neu erbaute Schlosskapelle (Hl. Georg) als entweiht. Erst 1685 wurden wieder katholische Gottesdienste zugelassen.
Helmhart Jörger wurde 1568 Hofkammerpräsident, der einen prächtigen Hof führte. Anlässlich seiner zweiten Hochzeit mit Judith von Liechtenstein brachte der Stadtrat von Traismauer für die Festlichkeit in Zagging 100 Mann Doppelsöldner und Hakenschützen mit roten und weißen Feldzeichen auf die Beine.
Zu einem Tausch mit Walpersdorf kam es, als Barbara, die Tochter aus erster Ehe, ihren Vetter Hans Jörger heiratete. Hans, ein protestantischer Vorkämpfer des Herrenstandes, erhielt Zagging.
Weil Jörger sich weigerte, den kaiserlichen Befehlen Folge zu leisten, wurde 1622 das Schloss Zagging durch kaiserliche Truppen besetzt und konfisziert. Die Innenausstattung wie Tapeten, türkische und niederländische Teppiche, Damastdecken, Taftvorhänge zum Teil aus Beständen des kaiserlichen Hofes verblieb Barbara Jörger. Die Herrschaft Zagging konnte nach einigen Jahren durch die ihre Söhne, Hans Helfreich und Hans Max, um 40.000 Gulden zurückgekauft werden.
Seinen Widerstand gegen die nunmehr forcierte Rekatholisierung auf seinen Herrschaften setzte Hans Helfreich Jörger fort. Erst sein Sohn Johann Quintin Jörger (1624–1705) konnte das alte Ansehen seines Hauses wiederherstellen.
Dieser Johann Quintin Jörger (der „Redliche“) hat sich als Statthalter auch um die Stadt Wien verdient gemacht, denn 1688 ordnete er die öffentliche Straßenbeleuchtung an, verbot das Tragen von Waffen. Eine neue Feuerordnung, das Einführen von Maß- und Gewichtsordnung und eine neu eingeführte Dienstbotenordnung brachten Ruhe und Ordnung in die Stadt. Auch stiftete er nach dem Türkenjahr 20 Messen in der zur Herrschaft gehörigen Patronatskirche Hain. Er war der letzte bedeutende Repräsentant seiner Familie und wurde Ritter zum „Goldenen Vlies“. Seine Tochter Maria Josepha war mit dem Verteidiger von Wien Ernst Rüdiger von Starhemberg verheiratet.
Johann Josef Graf Jörger († 1739), der meist in Wien lebte, musste nach dem verheerenden Brand von 1721 das Schloss wiederherstellen lassen. Der letzte männliche Jörger beging 1772 in Graz Suizid.

## Schlossbeschreibung
Nach Vischers Stich 1674 befand sich ein dreigeschoßiger Vierkanter und davon abgesondert eine Kapelle mit Turm und hakenförmigem Anbau auf dem ebenen Burggelände innerhalb der Ringmauer. An der Außenseite der Ringmauer verlief ein Wassergraben, der durch die nahe Fladnitz gespeist wurde. Von einem Torturm im Osten führte eine Brücke über den Graben.
Die Ringmauer dürfte nach Vischers Stich eine Sternschanze mit fünf vorspringenden Eckbastionen gehabt haben. Die West- und Südseite verlaufen gerade und sind heute noch erkennbar. Drei Bastionen zeigen nach Nordosten, Norden und Nordwesten. Die Nordfront, mit 220 m die längste, hatte eine Mittelbastion.

## Das Ende des Schlosses
Bereits 1745 war Zagging an die Kuefstein aus Viehofen verkauft worden, womit Schloss Zagging seine Funktion als Herrschaftsmittelpunkt verlor und zusehends verfiel.
Das Gebäude wurde 1800 abgerissen, um die hohen Erhaltungskosten zu sparen. Schon zuvor war wegen der Dachsteuer die Dacheindeckung entfernt worden, was den Verfall noch wesentlich beschleunigte. Aus den Mauerresten des Schlosses Zagging wurde das Schloss Viehofen erbaut, welches über der Stadt Sankt Pölten thront. Dieses Schloss wurde nach wirtschaftlichem Niedergang letztlich im Zweiten Weltkrieg von den Russen verwüstet, aber in der Zwischenzeit von privater Hand wieder renoviert.
Noch heute kann man die ehemalige Taverne in Haus Nr. 11 (ehemaliges Gasthaus Müllner) in unmittelbarer Nähe des Schlosses Zagging erkennen: im Schlussstein des Rundbogens der Osttür die Jahreszahl 1676, im steinernen Rundbogen des Südtores die Jahreszahl 1677. Die Innenräume sind noch teilweise gewölbt.
Der Bauernhof Nr. 14 (ehemaliger Meierhof des Schlosses, später Schafhof), südlich des Burgstalls gelegen, wurde 1936 von den Grafen Kuefstein auf Viehofen an die Familie Krumböck verkauft. In einigen Räumen sind noch Reste des einstigen Gebäudes zu erkennen. Er liegt westlich der Landesstraße 100 (50 m westlich der Statue des Hl. Johannes von Nepomuk).
Der Burgstall misst mit dem umgürtenden Wassergraben 4 Joch, ohne Gräben 2 Joch. Der Burgstall wird auch „Teichacker“ genannt. Er bildet eine ebene Fläche ohne Gebäudereste. Der östliche und der Großteil des nördlichen Grabens wurden zugeschüttet.

## Ausgrabungen
Im Sommer 2004 wurden bei Notgrabungen die Reste der Grundmauern der alten Burg aus dem 11. und 12. Jahrhundert freigelegt, die einst der mächtigste Burgbau der Region war. Da das Gebäude im Grundwasser stand, wurden zuunterst dicke Holzbalken aufgelegt, darauf kamen die Steinmauern zu liegen. Durch die Verwendung eines geeigneten Mörtels wurde diese Grundmauer „betonhart“. Der Boden des Kellers war mit runden Steinen ausgelegt, die Keller als solche waren gewölbt. Einige interessante Funde wurden gemacht, etwa Teile eines gotischen Gewölbes oder einer Kellerstiege aus Ziegeln. Eine Weiterführung der Ausgrabungen ist zurzeit nicht geplant.

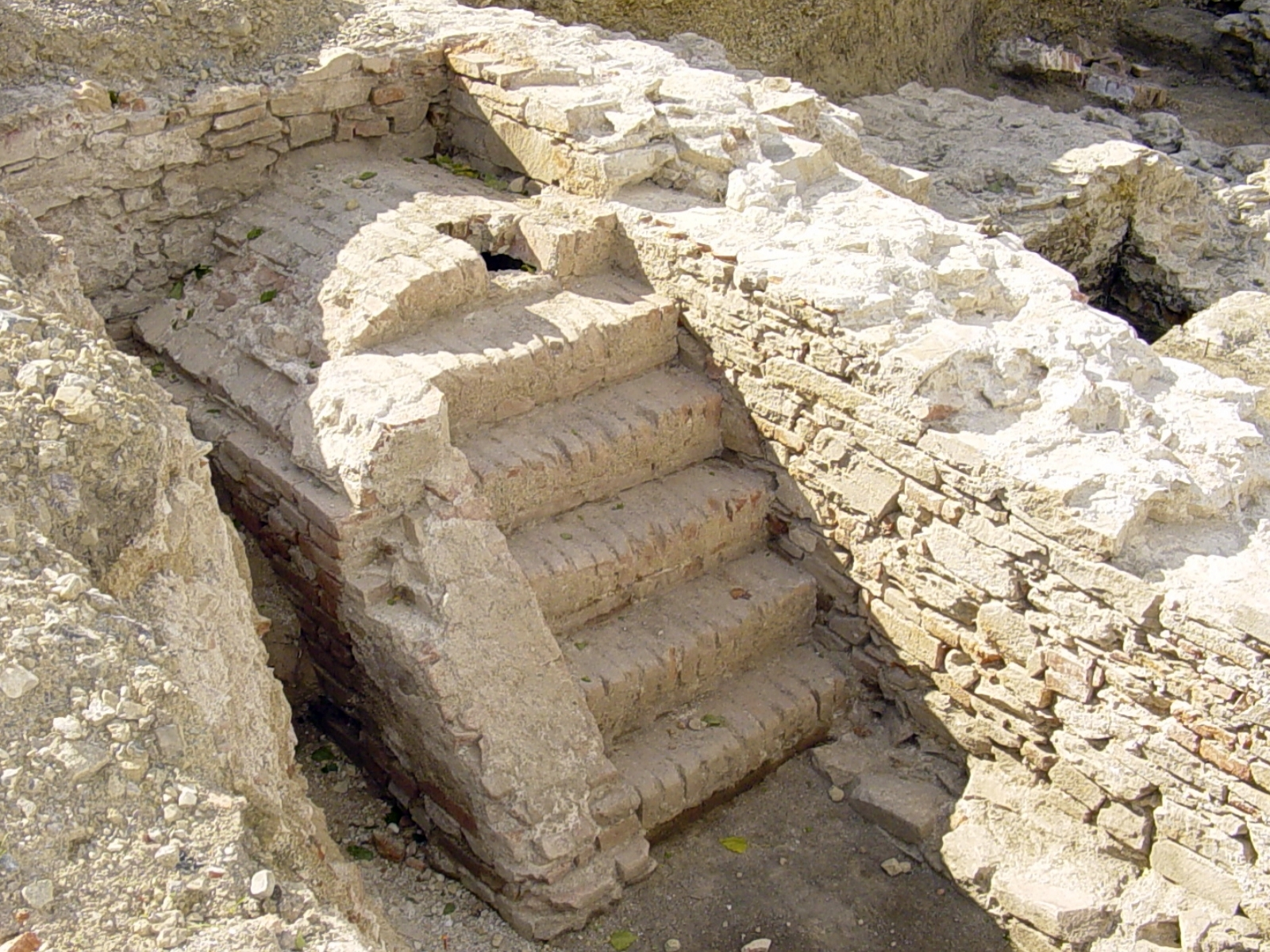
Kellerstiege aus Ziegel
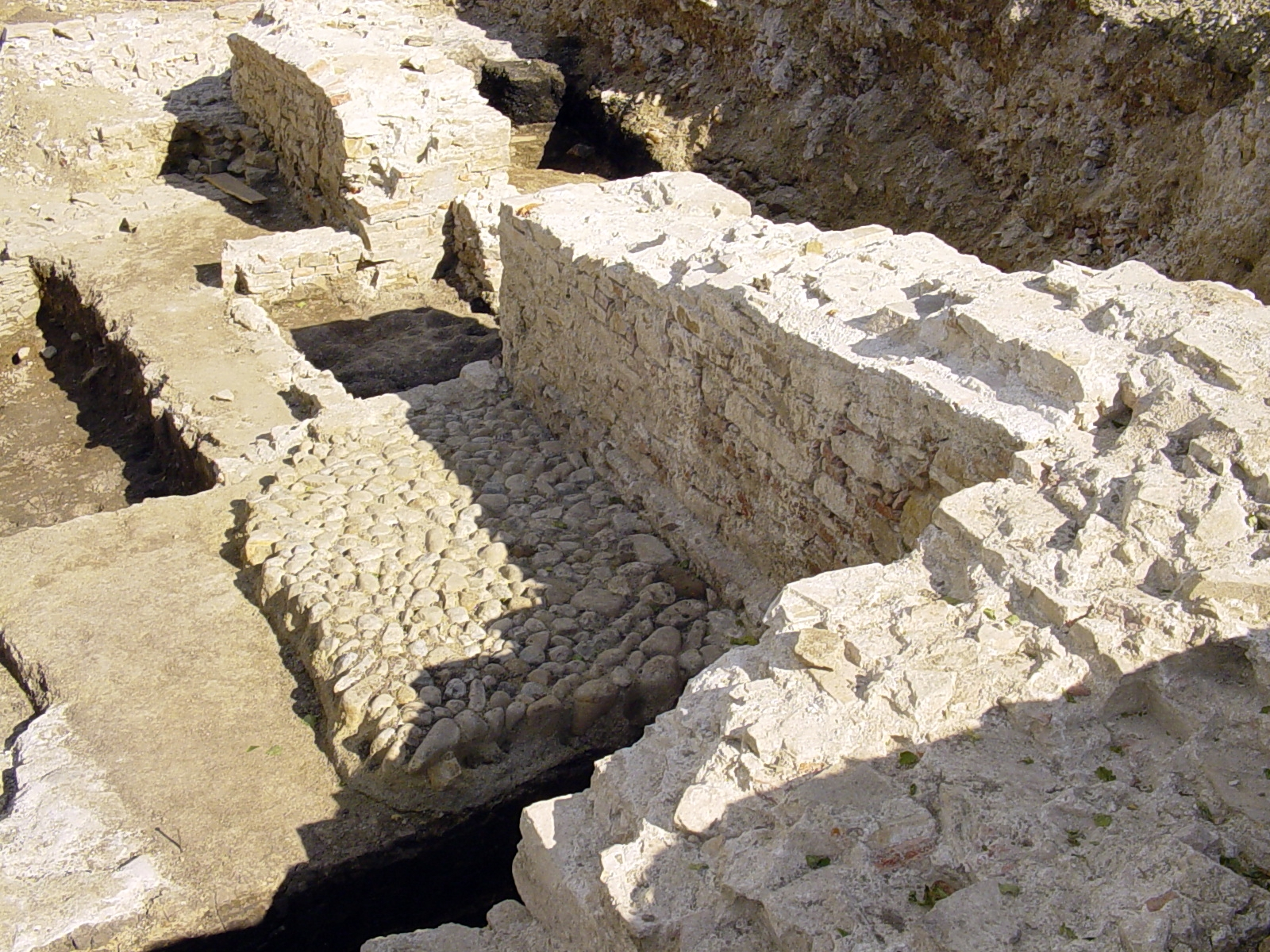
Steinbelag des Fußbodens
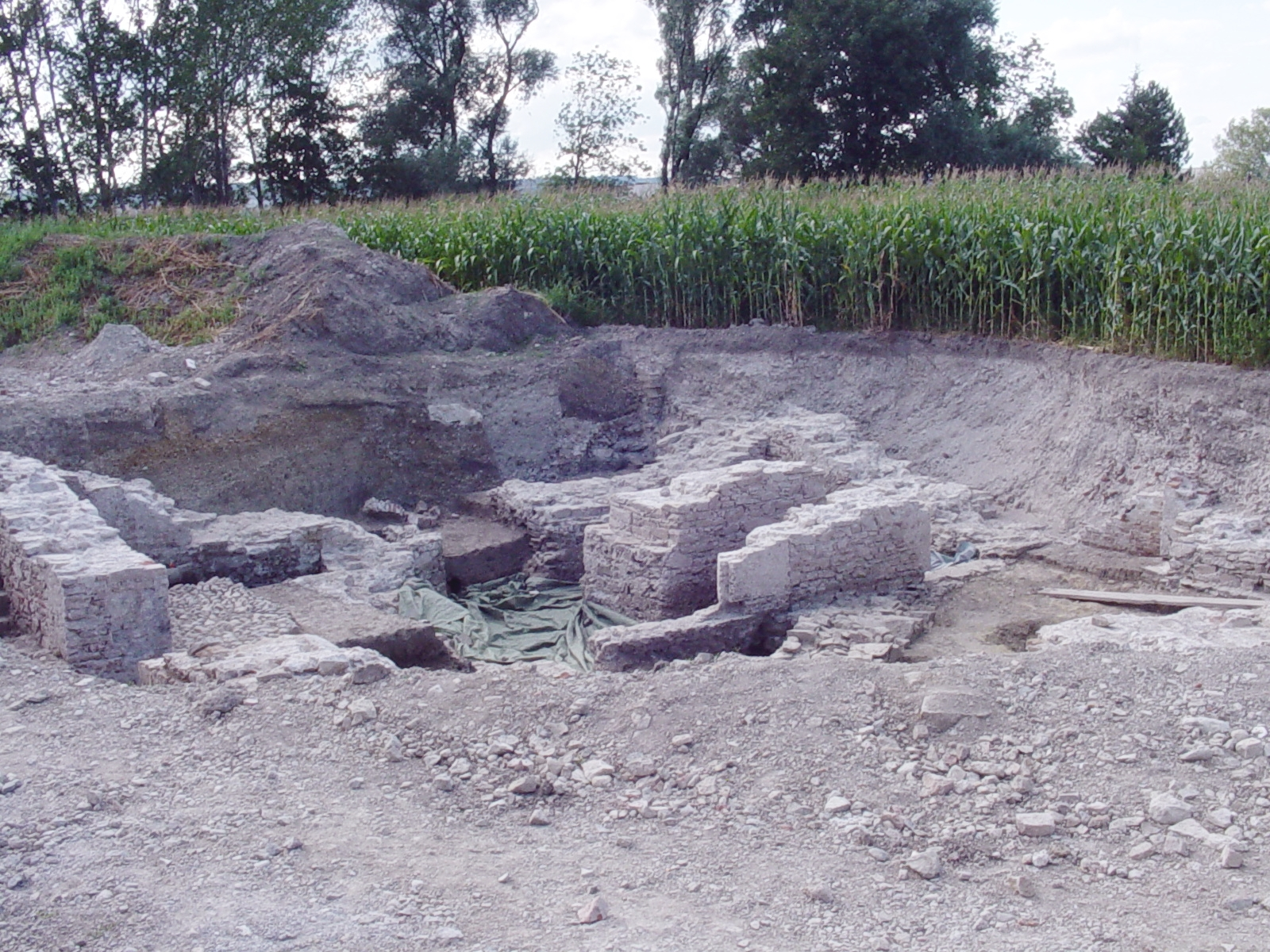
Übersicht der Ausgrabungen
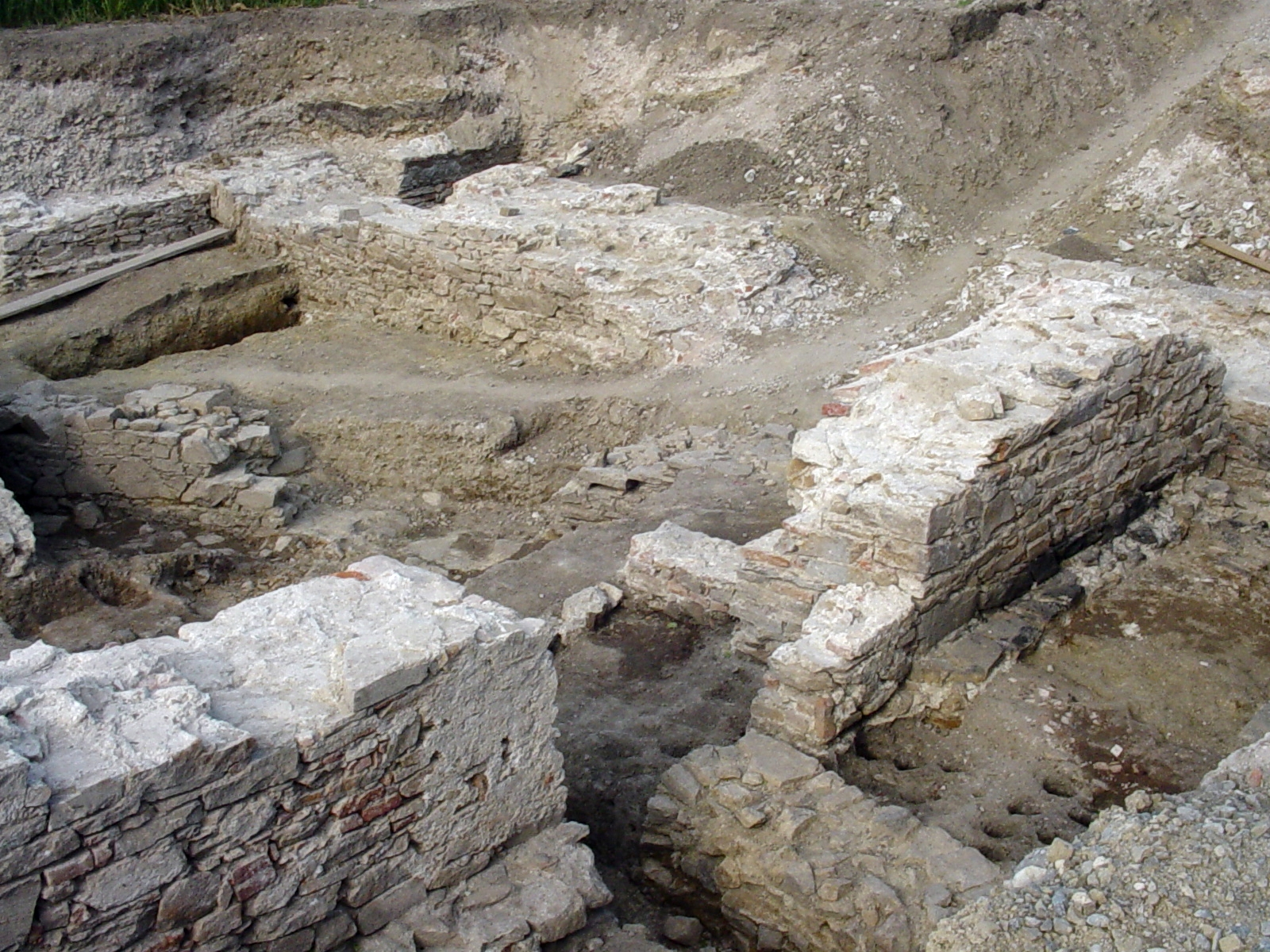
Ausgrabung Schloss Zagging 2004